# Studenci (Ljubuški, BiH)
Studenci su naseljeno mjesto u Gradu Ljubuškom, Federacija BiH, BiH.

## Zemljopisni položaj i značajke
Studenci se nalaze jugoistočno od Grada Ljubuški, uz magistralnu cestu M6 Grude - Čapljina. Površina iznosi 11,68 km2, najviša kota je na 187 m, a najniža 26 m. Čine ih četiri zaseoka: Glavica, Donji Studenci, Gornji Studenci i Trseljevina. Značenje imena samog naselja odnosi se na studènac, zdenac, izvor, vrelo, sabiralište vode; studenica, hladna voda. Iako se u katastarskim i kartografskim izvorima za zaseok navodi izraz Treseljevina, u govoru domicilnog stanovnišva zadržao se izraz Trseljevina.
Naselje je smješteno oko Studenačkog polja i rijeke Studenčice koju vodom napajaju Vrilo (prosječni dotok 0,82 m3/sek), Kajtazovine (prosječni dotok 2,9 m3/sek) i Vakuf (prosječni dotok 3,5 m3/sek). Uz granicu sa Zvirićima teče rijeka Trebižat na kojoj je slap Kravica širine 120 m i visine oko 28 m, ispod kojeg su se nekada nalazili brojni mlinovi i stupe. Između Studenaca i Stubice, jedan kilometar nizvodno na lokalitetu Želigošće nalazi se manji slap često nazivan Mala Kravica. Iznad njega je stari kameni most (vrlo vjerojatno iz osmanskoga doba) s jednim lukom (drugi je svojedobno srušila vodena struja). Preko njega je vodio stari put Studenci-Stubica-Zvirići-Gabela.

## Stanovništvo

### Popisi 1971. – 1991.
| Studenci           |                |                |                |
| godina popisa      | 1991.          | 1981.          | 1971.          |
| Hrvati             | 1.178 (98,99%) | 1.132 (98,95%) | 1.231 (99,51%) |
| Muslimani          | 1 (0,08%)      | 2 (0,17%)      | 3 (0,24%)      |
| Srbi               | 1 (0,08%)      | 3 (0,26%)      | 2 (0,16%)      |
| Jugoslaveni        | 0              | 6 (0,52%)      | 0              |
| ostali i nepoznato | 10 (0,84%)     | 1 (0,08%)      | 1 (0,08%)      |
| ukupno             | 1.190          | 1.144          | 1.237          |

### Popis 2013.
| Studenci           |                |
| godina popisa      | 2013.          |
| Hrvati             | 1.139 (99,65%) |
| Srbi               | 0              |
| Bošnjaci           | 0              |
| ostali i nepoznato | 4 (0,35%)      |
| ukupno             | 1.143          |

## Župa i svetište u Studencima
| Župna crkva |  | Župna crkva           |
| Župna crkva |  | Svetište Srca Isusova |

Mostarski biskup Paškal Buconjić u lipnju 1908. izdvajajući dijelove župa Gabela i Humac osniva današnju župu Studenci. Pridodaje joj naselja Studence, Zviroviće, Prćavce i Stubicu te dio Crnopoda. Za zaštitnika župe odredio je Presveto Srce Isusovo. Prvi župnik, don Marijan Kelava najprije je stanovao u iznajmljenoj kući, a tijekom jeseni iste godine gradi župnu kuću u čijem je podrumu služeno bogoslužje. Sljedećih godina započeo je radove za izgradnju crkve, ali ih je prekinuo Prvi svjetski rat. Crkva je građena i završena uoči Drugog svjetskog rata (1934. – 1938.), za vrijeme župnika don Jure Vrdoljaka.
Za vrijeme Drugog svjetskog rata župa je pretrpjela velike gubitke: poginulo je 257 vjernika, četiri svećenika podrijetlom iz župe (dr. fra Rade Vukšić, fra Andrija Jelčić, fra Nenad Pehar i fra Lujo Milićević) te nekadašnji župnik fra Grgo Vasilj, koji je bio zaslužan za otvaranje dviju osnovnih škola 1933. Većina stradalih su stradali u partizanskim zločinima krajem rata. Daljnjim progonom Crkve, u Studencima prestaju raditi sva katolička društva: Treći red sv. Franje, Društvo Srca Isusova, Katolička akcija i Društvo za širenje vjere. Poslijeratni župnik mons. Andrija Majić, dva je puta nevin bio u zatvoru (1949. – 1950. i 1958. – 1962.). Početkom 1960-ih, zbog neimaštine i gladi, te proganjanja tadašnjih vlasti, znatan dio župljana odlazi na rad u inozemstvo, najviše u tadašnju SR Njemačku, a taj odlazak je potrajao sve do sredine 1980-ih.
Na molbu župnika don Damjana Raguža i svećenika podrijetlom iz župe Studenci, biskup Ratko Perić je na 90. obljetnicu osnutka župe, te 60. obljetnicu izgradnje crkve, župnu crkvu u Studencima 19. lipnja 1998. proglasio biskupijskim svetištem Presvetoga Srca Isusova.
Današnja župa graniči sa župama Humac, Čapljina i Međugorje, a u njenu sastavu se nalazi pet naseljenih mjesta: Studenci, Stubica i dijelovi Crnopoda (Grad Ljubuški), te Prćavci i Zvirovići (Grad Čapljina).

## Arheološki nalazi
Uz Studenačko polje, brdskom kosom od sjeverozapada prema jugoistoku, nalazi se 105 kamenih gomila koje dokazuju naseljenost Studenaca u brončanom i željeznom dobu. Očitije gomile imaju posebne nazive: Didova gomila, Babina gomila, Zidana gomila, Runjava gomila i Ivkina gomila. Na istom potezu postoji i nekoliko gradina. Zidana gomila nalazi se na blago uzdignutoj kosi. Vidljiv je utvrđeni objekt od poluobrađenog zidanog kamena, površine oko 450 m2, s mjestimičnim ostacima zidova visokim i do 2,5 m. Južno od Zidane gomile su ostatci gradine Runjava gomila, a na sjevernoj strani mala polukružna gradina na Orlovači. Pedesetak metara južno od Zidane gomile nalazi se manje izvangradinsko naselje, na čijoj je površini moguće pronaći ulomke atipične gradinske keramike.
Na području Studenaca pronađen je ilirsko-grčki novac iz mlađega željeznog doba. U Rašića groblju u polju postoji prapovijesni tumulus i srednjovjekovno groblje, te sačuvana tri stećka u obliku ploče iz brončanoga doba i kasnoga srednjega vijeka. Iz istoga doba je nekropola s četiri stećka u obliku sanduka na lokalitetu Kajtazovina.
Na lokalitetu Crkvina nalaze se gomile obrađenoga kamena i ulomci rimske keramike i cigle iz starijeg željeznoga te rimskoga doba. Na ovom lokalitetu pronađen je brončani kip djevojke iz 6. stoljeća pr. Kr. koji potječe iz nekadašnje Etrurije, a danas se čuva u Zemaljskom muzeju u Sarajevu.

### Nekropola u Studencima
Najzanimljivije nalazište nalazi se neposredno uz groblje sv. Ivana u Gornjim Studencima (na lokalitetu Mramorje). Lokalitet je to sa 74 stećka iz kasnog srednjeg vijeka. Posebnost ovog lokaliteta su brižljivo izrađeni primjerci koji su pripadali bogatijem društvenom sloju. Povjerenstvo za očuvanje nacionalnih spomenika lokalitet je 26. svibnja 2008. proglasilo nacionalnim spomenikom Bosne i Hercegovine.

## Obrazovanje
- Područna škola Osnovne škole Ivane Brlić Mažuranić iz Ljubuškog

## Poznate osobe
- msgr. Tomo Vukšić, vrhbosanski nadbiskup
- Ciprijan Brkić, hrv. pisac, teolog iz BiH, franjevac

## Znamenitosti
- Kravica - znameniti slap na rijeci Trebižat u Studencima, širine 120 i visine oko 28 metara
- Most Studenčica - most na autocesti A1 dug 555 m i visok oko 90 m, jedan od najvećih objekata ove vrste u BiH[7]
- Spomenik žrtvama rata - spomenik u dvorištu svetišta na kojem se obilježava Dan žrtava župe Studenci kao prisjećanje na 326 poginulih župljana: 54 iz Prvog svjetskog rata, 263 iz Drugog svjetskog rata, te 9 iz Domovinskog rata.[8]

## Kultura
- HKUD Studenčica - društvo osnovano 2001. promiče hrvatsku pučku baštinu u Hercegovini, radi na očuvanju tradicijskih narodnih nošnji, pjesama i glazbala, narodnih plesova iz Hercegovine (trusa, linđo i poskočice) i nekih dijelova Bosne, kao i plesova iz različitih krajeva Republike Hrvatske.[9]

## Zanimljivosti
- U izložbenoj postavci Pećinska fauna Zemaljskoga muzeja u Sarajevu izložen je primjerak čovječje ribice ulovljen u Studencima 21. svibnja 1895.[10]
- Dubrovački poduzetnici Jovan Jelić i Nikola Srinčić su 1905. austrougarskim vlastima podnijeli zahtjev za ustupanjem slapa Kravica kako bi na njemu izgradili predionicu i tkaonicu jute te elektranu. Zbog izbijanja Prvog svjetskog rata projekt nije ostvaren.[2]
- Prema popisu katoličkoga pučanstva iz 1743. Studenci su imali sedam obitelji (dvije Vukšić, te po jednu obitelj Buntić, Barišić, Pavlović, Blaćančić i Praščević) s 40 odraslih i 29 djece, a 25 godina kasnije ukupno su bila 34 žitelja (tri obitelji Vukšić i jedna Barišić).[2]

## Vanjske poveznice
- Svetište Srca Isusova u Studencima